# آیرون پورت
آیرون پورت (انگلیسی: IronPort) شرکت فناوری اطلاعات آمریکایی است، که در سال ۲۰۰۰ تأسیس شد.